# Яванское море
Ява́нское мо́ре (индон. Laut Jawa, яв. Segara Jawa) — межостровное море Тихого океана, расположенное между островами Калимантан, Сулавеси, Суматра и Ява. В дореволюционных энциклопедиях море иногда именовалось Явским или Зондским (по названию омываемых им островов).
Площадь моря — 552 000 км², средняя глубина — 111 м, наибольшая — 1272 м, объём воды — 61 000 км³.
Яванское море сформировалось в конце последнего Ледникового периода. В море обитает более 3 тысяч морских видов. Развито рыболовство.
Основные порты: Банджармасин, Джакарта, Семаранг, Сурабая.
Яванское море стало местом одного из самых дорогостоящих для Союзников морских сражений Второй мировой войны в феврале и марте 1942 года. Военно-морские силы ABDA, состоящие из кораблей Нидерландов, Великобритании, Австралии и США, были практически полностью уничтожены, пытаясь защитить Яву от японских атак.

## Природа Яванского моря

### Географическое положение

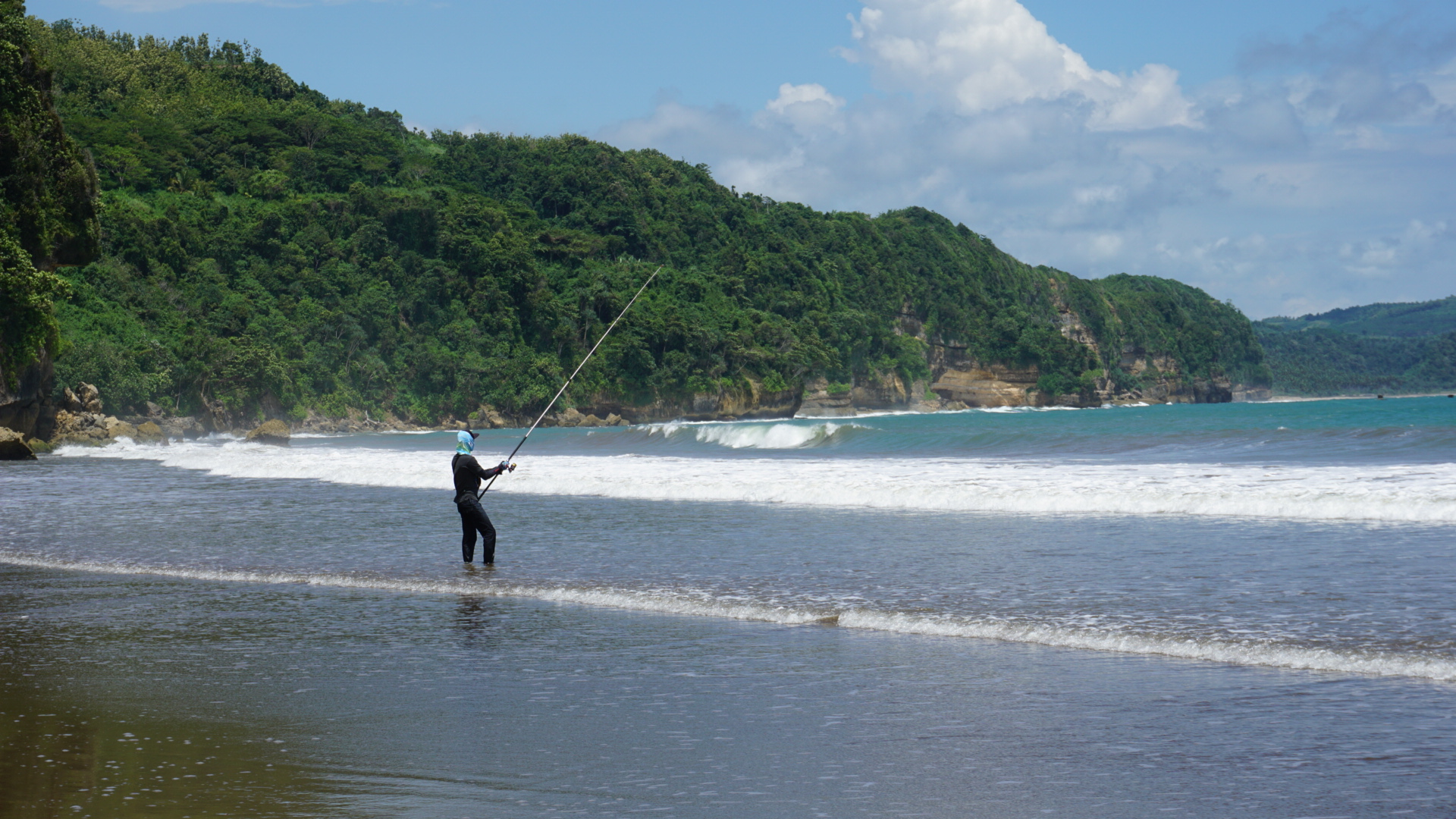
Рыбак на февральском побережье Яванского моря

Яванское море ограничено несколькими крупными и множеством мелких островов. Расположено к северу от острова Ява, по которому и получило своё название. Северная граница моря проходит по мысу Каит на о. Суматра, по островам Банка, Белитунг, мысу Самбар на о. Калимантан, острову Мирт, условной линии к ЮЗ от о. Сула, по о. Самбалена. Южная граница — от вышеназванных островов к о-вам Кануром, далее — по берегам Явы, и западная граница — по берегам Суматры.
Главные проливы — Зондский и Макасарский, глубиной менее 200 м (поэтому водообмен в их зоне возможен только в поверхностных слоях).
Площадь — 552 тыс. км², объём — 61 тыс. куб км. Средняя глубина — 111 м, максимальная — 1272 м.

### Рельеф морского дна
Рельеф дна Яванского моря мало пересечённый, на дне есть углубления, похожие на древние речные долины. В центре преобладает глубина 60-61 м.

### Климат
Море находится в приэкваториальных широтах южного полушария, в основном в экваториальной климатической зоне, небольшая часть (на юге) — в субэкваториальной.
Зима северного полушария (декабрь — февраль) характеризуется работой Сибирского антициклона, влияние которого распространено и здесь. Летом северного полушария (июнь — август) действует Австралийский минимум.
Зимой на море господствуют западные и северо-западные муссонные ветры, скоростью 4 м/с. В южной части часты кратковременные шквалы, от 10—15 и до 20—25 м/с. Штормы случаются, но реже.
Температура воздуха в январе в среднем 28 °C, у берегов — 29—30 °C. Высокая влажность.
Летом над Азией — область пониженного давления, над Австралией действует барический максимум. Господствуют юго-восточные муссоны до 5—6 м/с. при штормах — 12—15 м/с.
Вода имеет температуру в поверхностных слоях до 29—30 °C. Солёность — 30—33 ‰. В средних слоях, 50—200 м температура воды понижается до 15—25 °C. Солёность — 34—34,5 ‰. На глубине 200—300 м — 4—11 °C. Солёность — 34,5 ‰.

### Течения
Течения в Яванском море возбуждают господствующие ветры. Во время северо-западных и западных муссонов наблюдается движение воды на восток и юго-восток. Особенно устойчиво оно в январе и феврале. В переходные месяцы течения становятся неустойчивыми по направлениям.
Наблюдаются и приливо-отливные явления, не правильные, суточные и полусуточные. У северного берега Явы прилив достигает 1,0 м, на юге Калимантана — 1,4 м.

### Живой мир
Богата и разнообразна фауна Яванского моря, особенно на отмелях и у коралловых рифов. Промысловые рыбы: сельдевые, лососёвые, ставридовые, скумбриевые, угри, мурены, акулы, скаты.